# Страховой врач
Страховой врач (также страховой врач-эксперт, врач-доверенный страховщика, в настоящее время - страховой представитель) – врач, работающий по найму в страховой организации, в профсоюзе, в фонде медицинского либо социального страхования или в их интересах. Страховой врач, как правило, сам не работает в системе здравоохранения, он является внешним экспертом, контролирующим правильность организации и проведения лечения, медицинских назначений и заключений.

## История. Страховые врачи в российском здравоохранении
В Российской империи институт страховых врачей появился в 10-х годах XX века в связи с активным развитием страховых больничных касс в Российской империи. При советской власти упразднён, а затем вновь введен в 30-х годах (по другим данным – в середине 20-х) . Страховые врачи работали на предприятиях крупнейших отраслей советской промышленности. Они оказывали помощь профсоюзам в части контроля за медицинским обслуживанием работников и в проведении профилактических оздоровительных мероприятий (в том числе – диспансеризации). Их деятельность продолжалась и в годы Великой Отечественной войны. С конца 50-х годов функции страховых врачей переходят доверенным врачам .

## Врачи в системе медицинского страхования России
Врачи-эксперты появляются в системе медицинского страхования - и обязательного, и добровольного - сразу после её введения в 90-х годах XX века. При этом название должности, функционал, полномочия и место работы таких врачей довольно часто менялись, но два основных момента оставались неизменными: 
1. Эти врачи работали не в медицинских учреждениях, а в организациях медицинского страхования (ФОМС, страховая медицинская организация или страховая компания);
2. Такие врачи не оказывали сами медицинской помощи, а контролировали широкий набор параметров медицинских услуг, оказываемых лечебными учреждениями (правильность, своевременность, полноту, стоимость и пр.)[5].

С 2018 года в российской системе обязательного медицинского страхования были введены страховые представители - сотрудники медицинских страховых организаций, непосредственно общающиеся с пациентами и помогающие им при решении вопросов получения медицинской помощи (в том числе - оценивающие качество медицинских услуг в ходе лечения и по его завершении). Страховые представители, в зависимости от квалификации и сложности решаемых задач, делятся на три уровня. Представители второго (консультанты) и третьего (эксперты) уровней должны иметь высшее медицинское образование.

## В культуре
•	Страховой врач — один из персонажей пьесы «Ах, как бы нам пришить старушку!» (оригинальное название - «Дорогая Памела», Дж. Патрика)
•	Работе страховых врачей посвящен фильм «Врач страховой кассы» (другое название - «Залог успеха»)